# .jm
.jm ist die länderspezifische Top-Level-Domain (ccTLD) Jamaikas. Sie wurde am 24. September 1991 eingeführt und wird von der University of the West Indies mit Sitz in Kingston verwaltet.

## Eigenschaften
Registrierungen werden ausschließlich auf dritter Ebene durchgeführt. Es stehen folgende Second-Level-Domains zur Auswahl: .com.jm für Unternehmen, .net.jm für Internet Service Provider, .org.jm für gemeinnützige Organisationen, .edu.jm für Bildungseinrichtungen, .gov.jm für staatliche Behörden und .mil.jm für Jamaikas Streitkräfte.